# جان لانگنوس
جان لانگنوس (انگلیسی: John Langenus; ۸ دسامبر ۱۸۹۱ – ۱ اکتبر ۱۹۵۲) یک داور فوتبال، و بازیکن فوتبال اهل بلژیک بود.
او داور فینال جام جهانی فوتبال ۱۹۳۰ بین تیم‌های ملی اروگوئه و آرژانتین بود.